# Introduction en bourse
Pour les articles homonymes, voir IPO.
Une introduction en bourse (en anglais : initial public offering ou IPO) est une offre publique conduite par une société et ses différents conseils (banquier d'affaires, commissaire aux comptes, avocat d'affaires, etc.) qui permet la cotation de titres de capital [actions] de cette entreprise sur un marché boursier. Elle est généralement couplée à une levée de fonds (augmentation de capital) et parfois à des cessions d'actions détenues par des actionnaires.

## Histoire
Les 10 plus grosses introductions en Bourse de l'histoire des bourses de valeurs,,
| Rang | Société                                     | Date              | Prix                | Place boursière         | Notes |
| ---- | ------------------------------------------- | ----------------- | ------------------- | ----------------------- | ----- |
| 1    | Saudi Aramco                                | Décembre 2019     | 25,6 milliards US$  | Tadawul, Riyadh         |       |
| 2    | Alibaba                                     | 19 septembre 2014 | 25 milliards US$    | New York Stock Exchange |       |
| 3    | General Motors                              | 2010              | 23,1 milliards US$  |                         |       |
| 4    | Agricultural Bank of China                  | 2010              | 22,1 milliards US$  |                         |       |
| 5    | Banque industrielle et commerciale de Chine | 2010              | 21,9 milliards US$  |                         |       |
| 6    | American International Assurance            | 2010              | 20,5 milliards US$  |                         |       |
| 7    | NTT Mobile                                  | 1998              | 18,4 milliards US$  |                         |       |
| 8    | Visa                                        | 2008              | 17,9 milliards US$  |                         |       |
| 9    | Enel                                        | 1999              | 17,4 milliards US$  |                         |       |
| 10   | Facebook                                    | 2012              | 16,02 milliards US$ |                         |       |

Autres introductions
- 2004 : Google lève 1,9 milliard de dollars.

## Avantages et inconvénients d'une introduction en bourse
Avantages
Les raisons qui poussent les entreprises à réaliser une introduction en bourse sont les suivantes :
- Lever des capitaux propres permettant son développement ;
- Acquérir/augmenter sa notoriété/visibilité ;
- Offrir une liquidité aux actionnaires actuels ;
- Diminuer le coût du capital ;
- Rendre les stock-options plus attractives du fait de la liquidité des actions ;
- Faciliter le financement de futures acquisitions en permettant de les payer en actions.

Le consensus propre à une époque historique en matière de politique économique favorise aussi le phénomène (privatisation versus nationalisation).
Inconvénients
Il existe en revanche plusieurs désavantages liés à une introduction en bourse :
- Coûts juridiques, comptables et de marketing significatifs tant lors de l'opération qu'ultérieurement ;
- Obligation de rendre publiques des informations financières et commerciales de l'entreprise ;
- Demande beaucoup de temps et d'effort pour le management ;
- Risque d'échec de l'offre elle-même : que les fonds levés soient inférieurs aux attentes ;
- Perte de contrôle et augmentation du "problème principal-agent" en raison de l'augmentation du nombre d'actionnaires et / ou de la dilution des blocs de contrôle antérieurs ;
- Risque d'alignement de la stratégie sur les attentes court-terme du marché financier et des analystes ;
- Une société admise à la cotation sur un marché public peut faire l'objet d'une OPA ou d'une OPE et être rachetée.

Afin de pallier certains des inconvénients d'une introduction en bourse, une entreprise peut décider à la place de fusionner avec un SPAC.

## Technique liée
La surallocation ou option de surallocation désigne une technique boursière qui permet de contrôler les variations d'une action lors de son introduction en bourse. L'entreprise qui s'introduit en bourse accorde une option de surallocation à la banque chef de file, portant sur davantage d'actions que prévu. Ainsi, en cas de forte demande de la part des investisseurs, la banque pourra en exerçant son option allouer plus de titres ou d'obligations aux investisseurs.